# Моллі Квінн
Моллі Кейтлін Квінн (англ. Molly Caitlyn Quinn, нар. 8 жовтня 1993) — американська театральна, теле- і кіноактриса. Найбільш відома роллю Алексіс Касл, дочки головного героя телесеріалу «Касл», яку грала у 2009—2016 роках.

## Біографія
Має ірландське походження, народилася 8 жовтня 1993 року в Тексаркані, штат Техас. Вона почала брати щотижневі уроки акторської майстерності у відставного режисера і продюсера Мартіна Бека після гри у «Лускунчику» у віці шести років. У шостому класі пробувалася вступити у Студію молодих акторів (англ. Young Actors Studio) і стати представником Агентства талантів Осбрінк (англ. Osbrink Talent Agency). Після шести місяців інтенсивного навчання Квінн підписала контракт з агентством Осбрінк. Згодом уклала контракт з Управлінням 360 (англ. Management 360).

## Фільмографія

### Фільми
| Рік  | Назва                                        | Оригінальна назва                       | Роль                            | Примітки                   |
| ---- | -------------------------------------------- | --------------------------------------- | ------------------------------- | -------------------------- |
| 2006 |                                              | Camp Winoaka                            | Ліз                             | дитячий телефільм          |
| 2007 | Клуб Вінкс: Таємниця загубленого королівства | Winx Club: Il segreto del Regno Perduto | Принцеса Блум                   | голос в англомовній версії |
| 2007 | Злети і падіння: Історія Дьюї Кокса          | Walk Hard: The Dewey Cox Story          | Дівчинка-підліток               |                            |
| 2009 | Мій єдиний                                   | My One and Only                         | Пола                            |                            |
| 2009 | Різдвяна історія                             | A Christmas Carol                       | Белінда Кретчіт                 |                            |
| 2010 | Клуб Вінкс: Чарівна пригода                  | Winx Club 3D: Magica avventura          | Принцеса Блум                   | голос в англомовній версії |
| 2010 | Школа Авалон                                 | Avalon High                             | Джен                            | телефільм                  |
| 2011 | У пошуках надії                              | Finding Hope                            | Есмі Джонсон                    |                            |
| 2012 | Перший раз                                   | The First Time                          | Еріка                           |                            |
| 2013 | Гензель і Гретель                            | Hansel & Gretel Get Baked               | Гретель                         | Також виконавчий продюсер  |
| 2013 | Супермен: Незв'язаний                        | Superman: Unbound                       | Супердівчина (Кара Зор-Ел)      | Голос                      |
| 2013 | Ми — Міллери                                 | We're the Millers                       | Мелісса Фітцджералд             |                            |
| 2015 | Ласкаво просимо до щастя                     | Welcome to Happiness                    | Лілліан                         |                            |
| 2015 |                                              | RU Awake?                               | Дженна                          |                            |
| 2016 | Злива                                        | Rainfall                                | Джессіка                        | голос                      |
| 2017 | Вартові галактики 2                          | Guardians of the Galaxy Vol. 2          | дівчина на побаченні з Говардом |                            |
| 2017 | Втеча з в'язниці: Остання лють               | Last Rampage: The Escape of Gary Tison  | Мариса                          |                            |
| 2017 | Одинак-новачок                               | Newly Single                            | Валері                          |                            |
| 2019 | Доктор Сон                                   | Doctor Sleep                            | місис Грейді                    |                            |
| 2020 |                                              | Give Me an A                            | акторка                         |                            |
| 2021 | Агнес                                        | Agnes                                   | Мері                            |                            |
| 2023 | Вартові галактики 3                          | Guardians of the Galaxy Vol. 3          | Моллі (Варварець)               |                            |

### Телебачення
| Рік       | Назва                       | Оригінальна назва      | Роль          | Примітки            |
| --------- | --------------------------- | ---------------------- | ------------- | ------------------- |
| 2011      | Бен 10: Інопланетна надсила | Ben 10: Ultimate Alien | Юніс          | голос, 2 епізоди    |
| 2011–2015 | Клуб Вінкс: Школа чарівниць | Winx Club              | Принцеса Блум | голос, 110 епізодів |
| 2015      |                             | Princess Rap Battle    | Герміона      | 1 епізод            |
| 2009–2016 | Касл                        | Castle                 | Алексіс Касл  |                     |
| 2019      | Правосуддя                  | The Fix                | Ліндсі Меєр   | 2 епізоди           |
| 2019      |                             | The InBetween          | Андреа Сквайр | 1 епізод            |
| 2021      |                             | Ways & Means           | Деніс         | телефільм           |
| 2021–2023 | Новобранець                 | The Rookie             | Ешлі          | 2 епізоди           |

### Озвучення комп'ютерних ігор та аудіокниг
| Рік  | Назва                          | Роль                    |
| ---- | ------------------------------ | ----------------------- |
| 2011 | The 3rd Birthday               | Ів Брі                  |
| 2011 | City of Fallen Angels          | Оповідачка (аудіокнига) |
| 2012 | Winx Club: Magical Fairy Party | Принцеса Блум           |
| 2018 | Artifact                       | Йоліксія                |